# All in My Head (Flex)
All in My Head (Flex) è un singolo del gruppo musicale statunitense Fifth Harmony, pubblicato il 31 maggio 2016 come secondo estratto dal secondo album in studio 7/27.
Il brano vede la partecipazione del rapper statunitense Fetty Wap.

## Promozione
Il brano è stato presentato con la performance di gruppo ai Billboard Music Award il 22 maggio 2016.

## Video musicale
Il video, diretto da Director X e girato a Malibù in California il 17 maggio 2016, è stato reso disponibile il 23 giugno successivo.

## Tracce
Testi e musiche di Tor Hermansen, Mikkel Eriksen, Benjamin Levin, Brian Garcia, Daystar Peterson, Nolan Lambroza, Julia Michaels, Willie Maxwell II, Ewart Brown, Clifton Dillon, Richard Foulks, Herbert Harris, Leroy Romans, Lowell Dunbar, Brian Thompson e Handel Tucker.
Download digitale, streaming
1. All in My Head (Flex) (ft. Fetty Wap) – 3:30

CD promozionale (Stati Uniti)
1. All In My Head (Flex) (feat. Fetty Wap) (Super Clean) – 3:31
2. All In My Head (Flex) (feat. Fetty Wap) – 3:31
3. All In My Head (Flex) (No Rap) – 2:53
4. All In My Head (Flex) (Instrumental) – 3:31

## Formazione
Hanno partecipato alle registrazioni, secondo le note di copertina di 7/27:
Musicisti
- Fifth Harmony – voci
- Mikkel S. Eriksen – strumentazione
- Tor Hermansen – strumentazione

Produzione
- Stargate – produzione
- Brian "Peoples" Garcia – produzione
- Sir Nolan – produzione aggiuntiva
- Victoria Monét – produzione vocale
- Mikkel S. Eriksen – registrazione
- Miles Walker – registrazione
- Mike Anderson – registrazione
- Tito Trujillo – registrazione
- Jason Goldberg – assistenza alla registrazione
- Daniela Rivera – assistenza al missaggio
- Phil Tan – missaggio
- Dave Kutch – mastering

## Successo commerciale
All in My Head (Flex) ha debuttato alla posizione numero 78 della Billboard Hot 100 nella pubblicazione del 9 luglio 2016. Nella stessa settimana, è salita dalla 32ª alla 26ª posizione nella Pop Songs grazie ad un incremento del 51% delle riproduzioni radiofoniche. In seguito alla pubblicazione del videoclip, il brano è salito dal 78º posto alla 40ª posizione con un notevole incremento del 115% nelle vendite digitali. Allo stesso tempo ha accumulato 24 milioni di audience radiofonica ed è stata riprodotta 7.1 milioni di volte in streaming esordendo al 31º posto nella classifica dello stream. Nella pubblicazione del 6 agosto 2016, la canzone è salita fino alla 29ª posizione, regalando al gruppo la loro terza entrata nella top thirty. La posizione più alta dalla canzone è stata raggiunta nella pubblicazione del 20 agosto 2016, quando ha raggiunto il numero 24.

## Classifiche

### Classifiche settimanali
| Classifica (2016) | Posizione massima |
| ----------------- | ----------------- |
| Australia         | 19                |
| Belgio (Fiandre)  | 46                |
| Belgio (Vallonia) | 63                |
| Canada            | 21                |
| Irlanda           | 27                |
| Italia            | 66                |
| Nuova Zelanda     | 8                 |
| Paesi Bassi       | 42                |
| Portogallo        | 47                |
| Regno Unito       | 25                |
| Repubblica Ceca   | 43                |
| Slovacchia        | 53                |
| Spagna            | 90                |
| Stati Uniti       | 24                |

### Classifiche di fine anno
| Classifica (2016) | Posizione |
| ----------------- | --------- |
| Canada            | 74        |
| Stati Uniti       | 93        |